# 조제프 드 리케 드 카라망시메 (1836년)
18대 시메 공(公) 마리 조제프 기 앙리 필리프 드 리케 드 카라망(Marie-Joseph-Guy-Henry-Philippe de Riquet de Caraman, 18e prince de Chimay)은 벨기에의 정치인이자 외교관으로 1836년 10월 9일 므나르(루아레셰르)에서 태어나 1892년 3월 29일 브뤼셀에서 사망하였다.
그는 1870년부터 1879년까지 에노 주지사를, 이후 1884년부터 1892년까지 벨기에 외무장관을 역임하였다.

## 생애
조제프 드 리케 드 카라망은 17대 시메 공 조제프 드 리케 드 카라망과 에밀리 펠라프라의 아들로, 아버지 소유의 므나르궁에서 태어났다. 아버지 조제프는 므나르에서 "프리타네(Prytanée 군인 학교)"를 세우기도 했다.
그는 1857년 6월 15일 파리 구 10구에서 마리 조제핀 아나톨 드 몽테스키우페장삭(1834-1884)와 결혼하였으며, 자식 6명을 낳았다.
- 조제프 마리 아나톨 엘리(Joseph-Marie-Anatole-Élie, 1858-1937), 질론 르 브뇌르 드 틸리에(Gilone Le Veneur de Tillières, 1889-1962)와 결혼.
- 마리 아나톨 루이즈 엘리자베트(Marie-Anatole-Louise-Élisabeth, 1860-1952), 앙리 그레퓔 백작(Henry Greffulhe, 1848-1932)과 결혼.
- 피에르 마리 조제프 아나톨 외젠 필리프(Pierre-Marie-Joseph-Anatole-Eugène-Philippe, 1862-1913), 마르트 베를레(Marthe Werlé, 1870-1906)와 결혼.
- 기슬렌 마리 아나톨 폴린 앙리에트(Ghislaine-Marie-Anatole-Pauline-Henriette, 1865-1955), 미혼.[5]
- 주느비에브 마리 조제핀 아나톨 오귀스트(Geneviève-Marie-Joséphine-Anatole-Auguste, 1870-1961), 카밀 포셰 르 바르비에 드 티낭(Camille Pochet le Barbier de Tinan, 1864-1952)과 결혼
- 알렉상드르 마리 조제프 아나톨 아돌프 샤를(Alexandre-Marie-Joseph-Anatole-Adolphe-Charles, 1873-1951), 엘렌 비베스코 바사라바 드 브랑코방 공녀(Hélène (Bibesco) Bassaraba de Brancovan, 1878-1929)와 결혼, 이후 마틸드 엘리자베트 뢰방구트(Mathilde Élisabeth Loewenguth, 1870-1948)와 재혼.

음악 교육을 받았던 시메 공은 개인 연주회를 열기도 했는데, 자신은 바이올린을 연주했고 아내는 피아노를 쳤다. 프란츠 리스트는 부부의 연주회에 참석하곤 했는데, 어느 날 만찬에서 부부를 위하여 미사곡을 헌정하기도 했다.
조제프 드 리케 드 카라망시메는 첫 아내와 사별한 이후 1889년 9월 2일 브뤼셀에서 마리 마틸드 뤼시 크리스틴 프랑수아즈 드 폴 드 바랑디아랑(Marie Mathilde Lucie Christine Françoise de Paule de Barandiaran, 1862-1919)과 재혼했다.

조제프 드 리케 드 카라망시메 부부
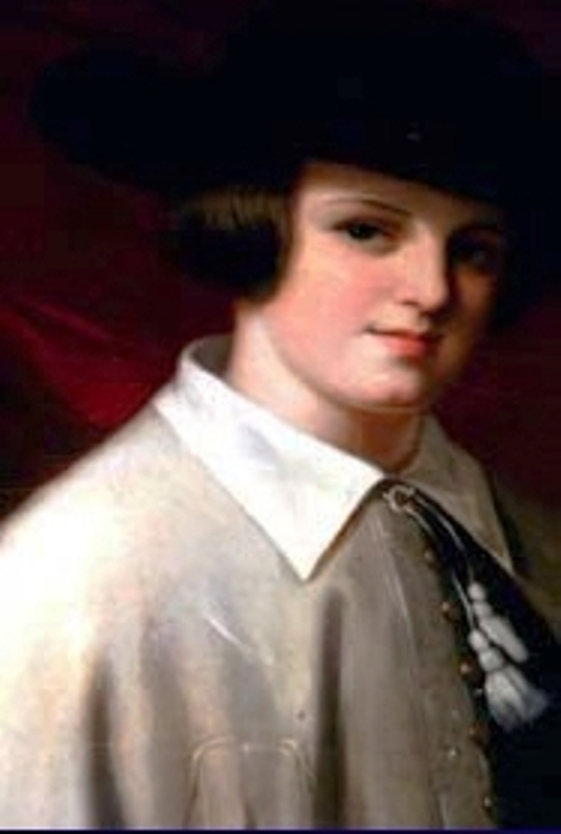
청소년기 조제프 드 리케 드 카라망시메의 초상화. 고모 로잘리 드 리케 드 카라망시메(1814-1872) 작.
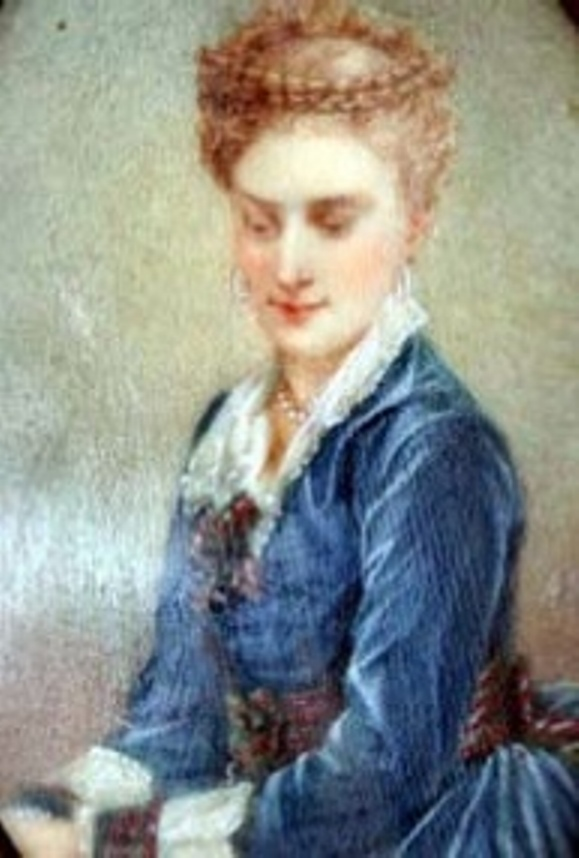
마리 조제핀 아나톨 드 몽테스키우페장삭은 조제프 드 리케 드 카라망시메와 파리에서 1857년 6월 15일 결혼하였음.

## 직책
조제프 드 리케 드 카라망시메는 다음 주요 직책을 역임하였다.
- 1855년 5월 27일 : 벨기에 공사관 담당관 (attaché à la Légation de Belgique)
- 1858년 11월 14일 : 2등 공사관 비서 (secrétaire de la Légation deuxième classe)
- 벨기에 공사관 외교관 (Diplomate à la Légation de Belgique)
  - 1862년 4월 15일 : 파리
  - 1864년 6월 27일 : 로마
  - 1865년 6월 15일 : 상트페테르부르크
  - 1867년 9월 1일 : 베른
- 1870년 10월 2일 - 1878년 6월 30일 : 에노 주지사
- 1882년 5월 5일 - 1892년 3월 29일 : 가톨릭당 소속 필리프빌 선거구 의원
- 1884년 11월 15일 - 1885년 2월 26일 : 베를린 회담 벨기에 대표
- 1884년 10월 26일 - 1892년 3월 29일 : 벨기에 외무장관

출처 : 장 뤽 드 페프, 크리스티안 랭도르제라르, <벨기에 의회 1831-1894Le Parlement Belge 1831-1894 : Données biographiques>, 브뤼셸, 벨기에 왕실 한림원, 1996년, 216쪽.

## 참고 문헌
- Alain Jouret, de Riquet Joseph, prince de Caraman, dans 1000 personnalités de Mons et de la région. Dictionnaire biographique, Waterloo, 2015, p. 256..
- Coomans de Brachène, Oscar-Émile (1997). 《État présent de la noblesse belge》. Bruxelles.
- de Paepe, Jean-Luc (1996). 《Le Parlement Belge 1831-1894》. Bruxelles.
- Stengers, Jean (1975). 《Index des Éligibles au Sénat (1831-1893)》. Bruxelles.
- Braive, G. (1969). 《Le corps diplomatique et belge consulaire et l'Italie (1830-1914)》.
- baron de Rasse, A. (1890). 《La noblesse belge》. Bruxelles.
- comte Vasili, Paul (1887). 《La société de Paris》 1. Paris. [note 1]

### 내용주
1. ↑  Le comte Paul Vasili est le pseudonyme collectif de : Juliette Adam (1836-1936), Élie de Cyon (1843-1912), Henri Durand-Morimbau (1848-1911) et Catherine Radziwill (1858-1941).

### 참조주
1. ↑  Acte n16 (vue 567/583), registre des naissances de l'année 1836 pour la ville de Menars, Archives départementales de Loir-et-Cher.
2. ↑  드 라 로크, 루이 (1892). 《Le bulletin héraldique de France》 XI. Paris.
3. ↑  Acte de mariage du [[Ancien 10e arrondissement de Paris|틀:10e ancien]] de Paris, cote V3E / M295, Archives de Paris.
4. ↑  Née le 16 août 1834 à Paris, elle meurt le 25 décembre 1884 à Bruxelles, à l’âge de 50 ans.
5. ↑  Hillerin, Laure (2014). 《La comtesse Greffulhe》. Paris. ISBN 978-2-08-129054-9.
6. ↑  Anne de Cossé-Brissac, La Comtesse Greffulhe, coll. « Terre des femmes », Perrin, Paris, 1991, p. 34.
7. ↑  baron de Rasse, A. (1890). 《La noblesse belge》. Bruxelles.